# Lorentzweiler
Lorentzweiler (in lussemburghese: Luerenzweiler) è un comune del Lussemburgo centrale. Fa parte del cantone di Mersch, nel distretto di Lussemburgo. Si trova lungo il corso del fiume Alzette.
Nel 2005, la città di Lorentzweiler, capoluogo del comune che si trova al centro del suo territorio, aveva una popolazione di 743 abitanti. Le altre località che fanno capo al comune sono Blaschette, Bofferdange, Helmdange e Hunsdorf.

## Storia

### Simboli
Lo stemma è stato adottato il 5 ottobre 1978. Il colore rosso e oro deriva dallo stemma dei Conti di Meysembourg (d'oro; al capo di rosso, caricato di tre merlotti d'argento), che governarono su Blaschette. La graticola allude al nome del paese essendo l'attributo di san Lorenzo, patrono della parrocchia di Lorentzweiler. La mano d'argento benedicente è ripresa dallo stemma dell'abbazia di Echternach, che amministrò Lorentzweiler sin dalle sue origini; l'orso nero sellato di rosso proviene dallo stemma dell'abbazia di San Massimino di Treviri, che amministrò il villaggio di Hünsdorf, compreso nel territorio comunale, dall'853.

## Trasporti
È servita una stazione ferroviaria che collega la città con Lussemburgo e Diekirch e ha anche un'uscita dell'A7.